# Liogenys pallens
Liogenys pallens är en skalbaggsart som beskrevs av Blanchard 1851. Liogenys pallens ingår i släktet Liogenys och familjen Melolonthidae. Inga underarter finns listade i Catalogue of Life.